# KOI-4878
KOI-4878 é uma estrela do tipo G (anã amarela) localizada a cerca de 1075 anos-luz de distância a partir da Terra. Entre as características notáveis desta estrela, é que ela é ligeiramente menos massiva do que o Sol, porém, com um volume levemente superior, cerca de 5% maior, e é um pouco mais quente do que a nossa estrela, com uma temperatura em torno de de 6.031 K. A metalicidade de KOI-4878 não é muito baixa, o que pode representar uma presença significativa de elementos pesados no sistema. Assim como, os corpos do sistema que têm uma densidade própria de um planeta telúrico, deve ter uma composição semelhante a de seus homólogos do Sistema Solar.

## Sistema planetário
KOI-4878 tem um planeta, KOI-4878.01, que a orbita a cada 449 dias, o que poderia colocá-lo na zona habitável da estrela. Sua massa calculada seria 0,99 vezes maior do que a da Terra, com um raio ligeiramente maior (1,04) e uma temperatura média de -16,5 °C, o que torna este planeta no mais parecido com a Terra descoberto até agora.